# Si Somdet (huyện)
Si Somdet (tiếng Thái: ศรีสมเด็จ) là một huyện (amphoe) của tỉnh Roi Et, Thái Lan.

## Địa lý
Các huyện giáp ranh (từ phía bắc theo chiều kim đồng hồ) là: Mueang Roi Et và Chaturaphak Phiman của tỉnh Roi Et, Wapi Pathum, Kae Dam và Mueang Maha Sarakham của tỉnh Maha Sarakham.

## Lịch sử
Huyện đã được lập ngày 1 tháng 4 năm 1987, khi 5 tambon Pho Thong, Si Somdet, Mueang Plueai, Nong Yai và Suan Chik được tách ra từ Mueang Roi Et. Đơn vị này đã được nâng cấp thành huyện ngày 4 tháng 7 năm 1994.

## Hành chính
Huyện này được chia thành 8 phó huyện (tambon), các đơn vị này lại được chia ra thành 82 làng (muban). Không có khu vực đô thị, có 8 Tổ chức hành chính tambon (TAO).
| STT. | Tên               | Tên Thái   | Số làng | Dân số |  |
| ---- | ----------------- | ---------- | ------- | ------ |  |
| 1.   | Pho Thong         | โพธิ์ทอง     | 7       | 2.877  |  |
| 2.   | Si Somdet         | ศรีสมเด็จ    | 13      | 6.079  |  |
| 3.   | Mueang Plueai     | เมืองเปลือย  | 8       | 3.075  |  |
| 4.   | Nong Yai          | หนองใหญ่    | 10      | 3.883  |  |
| 5.   | Suan Chik         | สวนจิก      | 14      | 5.447  |  |
| 6.   | Phosai            | โพธิ์สัย      | 10      | 8.043  |  |
| 7.   | Nong Waeng Khuang | หนองแวงควง | 12      | 4.926  |  |
| 8.   | Ban Bak           | บ้านบาก     | 8       | 2.831  |  |